# Para Para
Para Para (japonês: パラパラ, Hepburn: ParaPara) é uma dança que se originou em boates, clubes e festas japonesas. O principal gênero musical que acompanha as coreografias é o eurobeat, além de músicas pop, trance, techno, etc. O movimento dos pés acompanha o ritmo da batida, enquanto que os membros superiores (braços e mãos) acompanham a melodia fazendo movimentos variados, característicos da dança.

## Descrição
A origem do nome da dança, assim como a sua própria, é incerta, existindo poucas informações traduzidas corretamente para o Português até o momento. Assim, sabe-se que as principais fontes históricas sobre o assunto foram passadas oralmente por dançarinos e frequentadores das festas. As séries de CDs de eurobeat Super Eurobeat, nas suas edições comemorativas, contam com vídeos breves com informações sobre a sua história e origem."Ken-ya" Toru Sakai, dançarino e conhecido membro da comunidade japonesa, publicou em 2009 capítulos de um livro que tentou compilar informações e traçar uma linha do tempo da dança, com informações preciosas do contexto histórico japonês do momento, além de moda, comportamento e tudo o que julgou necessário para traçar um panorama. Estes textos foram publicados digitalmente na rede social japonesa Mixi e posteriormente traduzidos para Inglês, separadamente, por dois dançarinos americanos: Heather Heller e John Bonne. A primeira publicou sua tradução no extinto fórum de ParaPara conhecido como Para-center. O segundo compilou o seu trabalho junto do texto original em Japonês e posteriormente compartihou-o no grupo internacional da dança do Facebook. Uma tradução do texto em Inglês começou a ser feita pelos dançarinos Dyego Tinoco e Jaynan Christiane nos fóruns de ParaPara brasileiros, mas nunca foi concluida. Deste modo, o livro "A Hidden History Of PARAPARA" (学校で教えないパラパラの歴史, no original em Japonês) permanece como a principal fonte escrita da história da dança.
Essa foi uma das hipóteses que fez da dança um sucesso no Oriente. Começaram então a ser criadas as coreografias oficiais, denominadas “rotinas”. Alguns clubes de dança juntavam alguns dançarinos e gravavam em vídeo as rotinas para serem entregues na noite em que o clube tocava “Eurobeat”.
Assim sendo a música começou a contagiar muitos artistas que faziam sua versão eurobeat para que criassem uma rotina pra música deles. Até esse ponto não havia meios de se encontrar as coreografias de ParaPara nas lojas. Nessa ideia começou a divulgação mundial da dança.
Algumas produtoras começaram a escolher grupos de dançarinos “profissionais” para lançar vídeos que todos podiam ter. No Japão, por exemplo, até figuras infantis conhecidas, como a Hello Kitty e a turma do Mickey dançam ParaPara. Então a dança começou a invadir o Ocidente devido ao crescente número de culturas introduzidas nos países do Ocidente (como o Anime, Mangá, filmes como “O Grito” e “O Chamado”).

## ParaPara no Brasil
No Brasil o parapara foi popularizado por alguns viéis: ParaPara Paradise (Arcade), eventos de cultura japonesa e promoção dos jovens paralistas brasileiros.
"A máquina de ParaPara" como é conhecido jogo a ParaPara Paradise é um jogo de sensor, uma máquina arcade propriedade da hotzone, uma franquia de salão de jogos. No Brasil existe apenas um arcade da ParaPara Paradise que foi transferida para hotzones de diferentes estados como Brasília, São Paulo e Rio de Janeiro, onde naturalmente se concentram o maior número de paralistas brasileiros. Atualmente o Arcade ParaPara Paradise encontra-se no Hotzone - Park Shoopig Campo Grande -RJ.
Um grupo japonês de dançarinas e cantoras, Hinoi Team foi muito popular entre os fãs de cutlura pop japonesa, isso contribuiu muito com a popularização do parapara dance.
Além de Hinoi Team e do Arcade ParaPara Paradise a dança era divulgada através de sites de vídeos, fórum de jogos de ritmo. Com a popularização do parapara entre os fãs de cultura japonesa os jovens paralistas começaram a se organizar e e ganhar espaço nos eventos e anime. Organizavam as "salas de parapara" onde tocavam as músicas, apresentavam performances (as vezes no palco principal) e aplicavam oficinas.
Uma organização muito conhecida foi a BPPDA, a Associação Brasileira de ParaPara, esta organizou eventos e festas principalmente nas três maiores metrópoles (Rio de Janeiro, São Paulo e Brasília), mas também participou de eventos em outros locais do Brasil.
Os principais grupos do Brasil, que representaram a BPPDA, foram o SuperPara (São Paulo), Alpha (Rio de Janeiro) e Fusion Team (Brasília).
No dia 16 de abril de 2008 a BPPDA comunicou o encerramento de suas atividades.
Outros grupos também colaboraram para a divulgação da dança, como o Para²Dream (Minas Gerais), Euro Star Team (Distrito Federal), Tao Team (Brasília), Noah Dance (Brasília), Para²Bsb! (Brasília), Parapara All Dance Club (Amazonas), FeverPara (Rio de Janeiro), P!Who? (Rio de Janeiro), Euro Fantasy (Rio de Janeiro), Hyper Techno Heaven (Paraná) e o Para²Dise (Salvador-BA).
Algumas participações em eventos de anime, mangá e comemorações japonesas em geral marcaram a história do ParaPara no Brasil, como o Anime Friends (São Paulo), VisualKK (São Paulo), Anime Evolution (Rio de Janeiro), Anime Festival (Belo Horizonte), Kodama (Brasília), Otacon (Brasília), Anime Nation (Brasília), AnimeXD (Curitiba), LastHeroes (Curitiba), Anipolitan (Salvador), Shinobi Spirit (Curitiba), Gaijin (Curitiba), Hana Matsuri (Curitiba), Imin Matsuri (Curitiba), Haru Matsuri (Curitiba), o NITOKYO (Niterói), dentre outros.
No Rio de Janeiro a "DIAMOND7"  teve sua primeira edição no dia 31 de janeiro de 2010 no Espaço Marun, no Catete, e teve sua última edição 15 de Julho de 2012 no mesmo local. Em São Paulo a festa "Yoru no Uta" teve algumas edições.
Atualmente a cena do brasileira de parapara conta com: o Cultura ParaPara, o Renegade, o Harajuku Dansu e com a Rádio Eurofreakers.
O Cultura ParaPara é um portal de divulgação, qualquer representante de grupo ou atividade relacionada a parapara pode utilizar da pagina no facebook ou do site para divulgar o trabalho.
O Renegade Team é um grupo paulista e o Harajuku Dansu é um grupo que atua na capital do Rio de Janeiro e na Região dos lagos (RJ) difundindo o ParaPara Dance pelo Brasil.
A Rádio Eurofreakers que é ministrada por um brasileiro membro do Renegade Team, faz transmissões esporádicas de Eurobeat e Hyper Techno para entreter os fãs.